# Fanny & Felix Mendelssohn Museum
El Fanny & Felix Mendelssohn Museum (en español: Museo Fanny y Felix Mendelssohn) es un museo en el Barrio de los Compositores en Hamburgo (Alemania). Está dedicado a los compositores y hermanos Fanny y Felix Mendelssohn. Se inauguró el 29 de mayo de 2018.
El museo se centra en sus vidas, incluida su infancia y las circunstancias en las que las personas de ascendencia judía vivían y trabajaban dentro de la cultura alemana de la época. Durante su vida, Fanny compuso más de cuatrocientas canciones. Por su parte, Felix era más joven que ella y había compuesto desde su adolescencia. Su madre les enseñó a tocar el piano en sus primeros años, pero compositores como Ludwig Berger, Marie Bigot y Carl Friedrich Zelter asumieron su formación más tarde. Los hermanos también se inspiraron mutuamente.
En el centro, un fortepiano simboliza la creación musical, a la que Fanny y Felix se dedicaron a lo largo de su vida. Se utilizan técnicas multimedia que permiten a los visitantes profundizar en determinados temas. Los visitantes pueden aprender cómo los hermanos compusieron su obra y escuchar su música. Al pasar por los dispositivos de detección se activan las grabaciones de audio. El museo optó por una presentación científicamente justificada. La musicóloga Beatrix Borchard participó en la planificación del museo.
Los trabajos de construcción retrasaron la apertura un año. Cuando se inauguró el museo, la segunda fase de construcción aún no se había terminado por completo. En ese momento, los puntos de audio, las pantallas táctiles y varias vitrinas aún no estaban listos. La escasa existencia de piezas originales fue atendida cuando se acondicionó el museo.

## Galería
|  |  |  |